# Klaus Barbie
Nikolaus Barbie, detto Klaus (Bad Godesberg, 25 ottobre 1913 – Lione, 25 settembre 1991), è stato un militare e criminale di guerra tedesco.
Noto anche con il soprannome di Boia di Lione, fu il comandante della Gestapo nella suddetta città francese durante l'occupazione nazista della Francia. Scampato al processo di Norimberga, dopo la seconda guerra mondiale lavorò per i servizi segreti statunitensi; visse nascosto, dal 1955, in Bolivia, dove operò attivamente per i servizi boliviani sotto lo pseudonimo di Klaus Altmann, venendo infine arrestato e processato in Francia negli anni ottanta. Condannato all'ergastolo nel 1987, morì quattro anni dopo nel carcere di Lione.

## Biografia
- 1913: Nasce a Bad Godesberg, un sobborgo di Bonn.
- 1933: Diventa membro della Hitlerjugend.
- 1934: Disoccupato, compie servizio volontario in un campo di lavoro dell'NSDAP nello Schleswig-Holstein.
- 1935: Entra nelle SS e diventa collaboratore del servizio SD a Berlino.
- 1936: Si trasferisce a Dortmund.
- 1937: Aderisce al NSDAP.
- 1940: Dopo l'occupazione tedesca dei Paesi Bassi è assegnato alla SD ad Amsterdam.
- 1942: Viene nominato capo della Gestapo, comandante della IV sezione del Sipo e dell'SD a Lione.
- 1942-1944: In questo ruolo, è responsabile di tortura e assassinio dei membri della resistenza e di deportazioni di ebrei. La sua attività gli vale il soprannome Boia di Lione
- 1944: Al momento della liberazione della Francia da parte degli alleati, lascia tempestivamente Lione e ripara in Germania, dove è impiegato nell'SD a Dortmund
- 1945: A maggio è ricercato dalle autorità francesi e successivamente condannato a morte, in contumacia, dal Tribunale di Lione.
- 1947: È attivo come agente per il Counter Intelligence Corps (CIC) dell'U.S. Army in Germania.
- 1951: Grazie ai suoi contatti con il CIC fugge in Bolivia e lì si stabilisce.
- 1952: Un nuovo processo lo condanna a morte in contumacia.
- 1954: Un terzo processo, dinanzi al tribunale militare a Lione, in cui è accusato del massacro di St. Genis-Laval e per numerose torture nella prigione Montluc a Lione, lo condanna a morte in contumacia.
- 1957: Con lo pseudonimo di Klaus Altmann diventa cittadino boliviano.
- 1964: Inizia la sua attività come consigliere del governo militare boliviano.
- 1972: Alcuni membri della Lega internazionale contro l'antisemitismo e il razzismo, tra cui Beate Klarsfeld, lo cercano a La Paz.
- 1972: La giustizia tedesca e il governo francese esigono varie volte la sua consegna. Il Presidente della Repubblica francese, Georges Pompidou, esige ufficialmente la sua consegna.
- 1980: Aiuta il generale Luis García Meza Tejada nel suo golpe in Bolivia.
- 1983: Dopo l'insediamento del governo democratico di Hernán Siles Zuazo, viene arrestato ed estradato in Francia.
- 1987: Dall'11 maggio al 4 luglio si celebra il processo, in cui respinge la sua partecipazione per una gran parte dei reati contestati. Viene condannato all'ergastolo per crimini contro l'umanità.
- 1991: Il 25 settembre muore di cancro, durante la detenzione a Lione.

### Gli inizi
Nato a Bad Godesberg, attuale sobborgo di Bonn, da genitori insegnanti cattolici, nel 1923 si trasferì a Treviri per frequentare il Friedrich-Wilhelm Gymnasium, per ricongiungersi alla famiglia, nella cittadina della Renania-Palatinato, due anni dopo. Nel 1933 perse il padre, alcolizzato, e anche il fratello maggiore. Questi lutti sconvolsero i suoi piani di proseguire negli studi.
In quello stesso anno si iscrisse alla Gioventù hitleriana, a cui cominciò a dedicare tutto il suo tempo. Disoccupato, lavorò come volontario nel campo di lavoro del partito nello Schleswig-Holstein e nel 1934 si aggregò al movimento di resistenza clandestino che operava nella Renania ancora sotto occupazione militare francese. Nel 1935 entrò a far parte dei Corpi di protezione (Schutzstaffel), le SS, e successivamente impiegato nelle file dell'Sicherheitsdienst (SD), il servizio segreto nazista.
Il suo primo incarico fu quello di aiuto del capo del partito nazista di Treviri, per poi essere assegnato all'ufficio centrale dell'SD. Nel 1936 venne trasferito all'ufficio dell'SD di Düsseldorf e nel 1937, in quanto membro delle SS, venne iscritto d'ufficio al Partito Nazionalsocialista Tedesco dei Lavoratori. Di fatto il suo compito era osservare l'attività dei circoli cittadini che si interessavano di idee non conformi alla linea del partito nazista; avendo riscosso il consenso dei suoi superiori per il suo operato, venne inviato a un corso speciale per aspiranti ufficiali a Charlottenberg, con l'intento di fargli far carriera.

### Durante la guerra
Le aspettative dei suoi superiori non furono deluse e nel 1940 Barbie ottenne i gradi di Sturmführer (tenente) delle SS. Il 25 aprile dello stesso anno si sposò con la coetanea Margaretha Regine Willis dalla quale ebbe due figli: nel 1941 Ute-Messner e dopo la guerra, Klaus-Jörg nel 1946. Venne assegnato all'ufficio dell'SD di Amsterdam, nei Paesi Bassi occupata, dove fu incaricato della deportazione degli ebrei olandesi. 
Ad Amsterdam si guadagnò ben presto fama di spietato persecutore. Nella città olandese fu protagonista di un episodio in cui dimostrò la sua efferatezza: dopo avere incrociato un venditore di gelati ebreo lo uccise a colpi di pistola in mezzo alla strada perché, a suo giudizio, la vittima non lo aveva salutato con la necessaria deferenza.
Nel 1942 fu trasferito a Lione, nella Francia occupata: divenne il vice del capitano Heinz Hollert, il comandante di una unità speciale (Einsatzkommando) incaricata di stroncare i movimenti di Resistenza francese, e assunse il comando della Sezione IV, la sezione investigativa impegnata nella ricerca degli ebrei. Nominato capo della Gestapo di Lione, con il grado di Hauptsturmführer, equivalente al grado di capitano, si distinse per la deportazione di centinaia di ebrei e la tortura ed eliminazione fisica di altre centinaia di patrioti francesi.
Stabilì il suo quartier generale all'Hôtel Terminus di Lione, che divenne presto il luogo simbolo delle torture della Gestapo nella città: escogitò il sistema di rastrellare a caso i passanti per le strade di Lione, e di torturarli sino a che qualcuno stremato dal dolore non si decideva a rivelare qualche informazione rilevante, qualsiasi informazione, anche basata su una semplice diceria. Terribile poi l'episodio della scoperta di 44 bambini ebrei nascosti in un villaggio presso Izieu nell'aprile del 1944: Barbie ne ordinò la deportazione nel campo di concentramento di Auschwitz. I bambini avevano un'età compresa tra gli otto e i dieci anni e tra loro c'erano sette originari a Vienna. Per tale motivo nella capitale austriaca, il 3 aprile 2017, fu inaugurato di fronte alla Rotenturmstraße 29, un monumento in loro memoria. I loro nomi sono scolpiti sulla pietra: Georgy Halpern, Hans Ament, Liane e Renate Krochmal, Martha e Senta Spiegel e Sigmund Springer. 
In particolare Georgy Halpern (nato nel 1935) visse in questa zona prima di essere deportato nel 1939 ad Auschwitz. L'organizzazione di soccorso per bambini "Œuvre de Secours aux Enfants" (OSE) portò coraggiosamente in salvo molti bambini ebrei provenienti da tutta Europa, i cui genitori erano stati deportati e trucidati dai nazisti, nella casa per bambini "La Maison d'Izieu", nella Francia orientale. Nonostante il personale cercasse di mantenere segrete le origini dei bambini, il 6 aprile 1944, su preciso ordine di Klaus Barbie, tutti i 44 bambini e ragazzi ebrei (età da 5 a 17 anni), nonché sette educatori, furono arrestati dalla Gestapo con la collaborazione dei soldati della Wehrmacht. Quarantadue bambini e cinque adulti furono deportati in un tram requisito verso la stazione di Lione-Perrache e di lì trasportati, sul treno diretto al campo di raccolta e transito di Drancy, ad Auschwitz-Birkenau per essere immediatamente assassinati. Il direttore della Maison d'Izieu Miron Zlatin insieme a due ragazzi fu ucciso a colpi d'arma da fuoco appena giunti a Reval (oggi Tallinn, Estonia). Unica sopravvissuta fu Léa Feldblum (1918-1989), un'assistente sociale che ha testimoniato al processo di Lione (1987) contro Barbie affermando che "i bambini erano stati messi a terra e noi, adulti, avevamo le mani legate al muro. Solo gli adulti e gli adolescenti venivano interrogati, ma non i bambini". Fra i suoi ricordi ha raccontato che in uno scompartimento aveva notato i bimbi più piccoli, Théo Reis e Arnold Hirsch, addirittura ammanettati alla piattaforma. I nazisti erano ossessionati dall'idea che anche i piccoli fuggissero. Tutti furono deportati in 6 convogli diversi (da aprile a giugno 1944). Il 13 aprile 1944, 34 dei bambini di Izieu e 4 degli assistenti furono deportati da Drancy ad Auschwitz-Birkenau sul convoglio numero 71. Il viaggio durò 3 giorni nei carri bestiame e, giunti alla "Judenrampe" (luogo del "processo di selezione", la postazione prediletta da Josef Mengele), i bimbi furono diretti alle camere a gas, così come le mogli Eva e Moïse Reifman. La loro figlia, Suzanne Reifman, e Léa Feldblum sono state indirizzate ai lavori forzati dai kommando del lager.

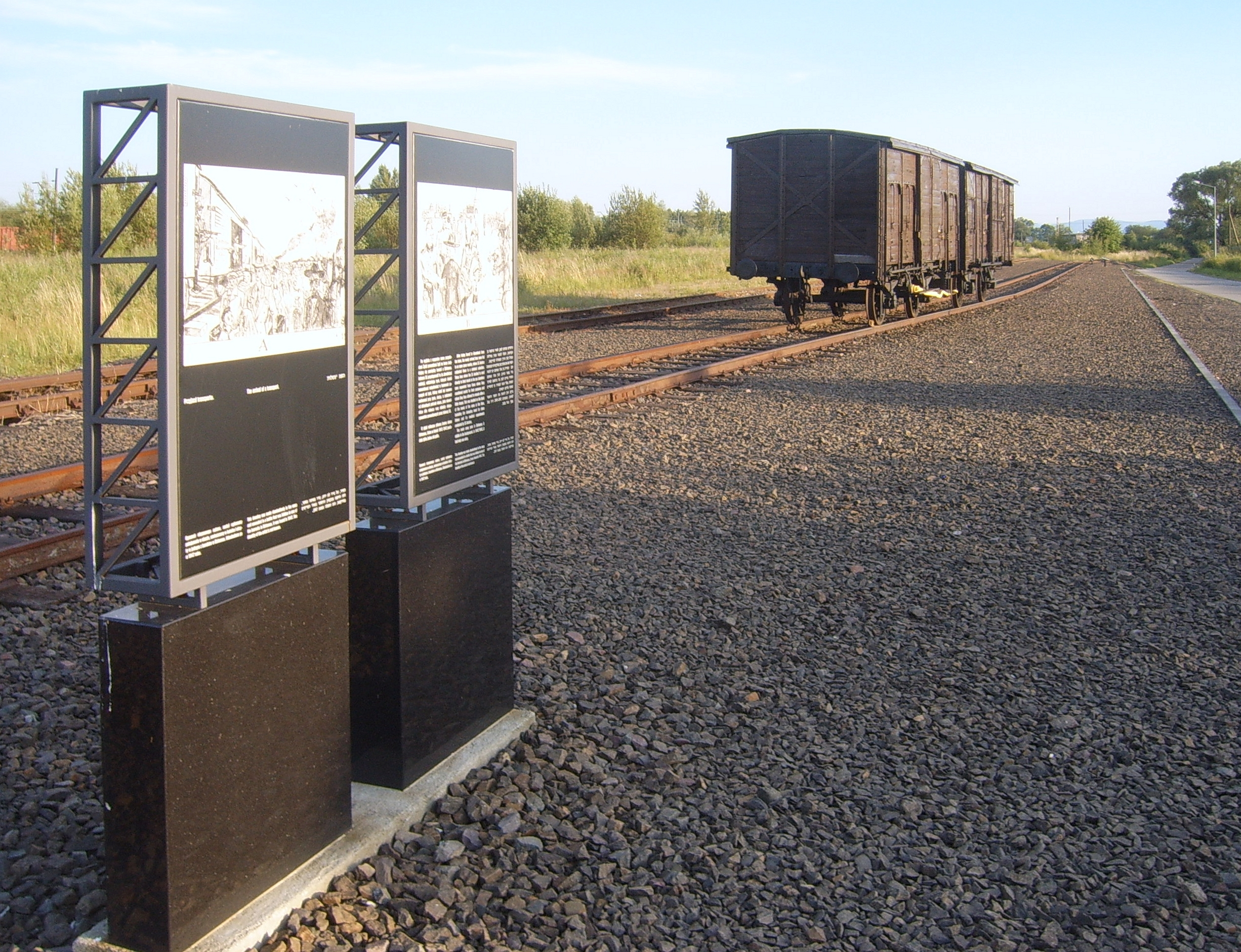
A testimonianza perenne dell'orrore che fu: la "Judenrampe" a Birkenau con alcuni carri-bestiame originali che trasportavano gli ebrei all'arrivo nei lager nazisti

Il 7 giugno 1943 Barbie catturò un membro della Resistenza, René Hardy, e, attraverso le informazioni estortegli con la tortura, riuscì ad arrestare Jean Moulin, uno dei principali capi della Resistenza francese, insieme ad altri due patrioti francesi, Pierre Brossolette e Charles Delestraint. L'8 marzo 1944 fece arrestare il partigiano Marc Bloch, un famoso storico ebreo-francese che era entrato nella resistenza cittadina con il nome in codice "Narbonne".
Nel settembre 1944, in previsione di un'eventuale avanzata degli alleati, bruciò tutti gli archivi della Gestapo di Lione, fece uccidere un centinaio di persone che conoscevano la sua attività ed eliminò ventidue agenti che lavoravano per suo conto e che si erano infiltrati nella Resistenza. Di ciò che fece Barbie negli ultimi dieci mesi di guerra non si sa nulla: scomparve letteralmente da ogni documento, da ogni archivio, e anche la sua scheda personale nel registro delle SS non fornisce alcuna informazione.
| Grado Ufficiale Schutzstaffel | Equivalente nella Wehrmacht | Mostrina di servizio Wehrmacht (1934-1945) | Equivalente Esercito Italiano |
| Grado Ufficiale Schutzstaffel |                             |                                            |                               |
| Hauptsturmführer              | Hauptmann                   | Hauptmann                                  | Capitano                      |

### Dopo la guerra

#### I primi contatti con gli alleati
Nel luglio 1945 il Comando Supremo alleato pubblicò un registro di criminali di guerra da ricercare, il Central Registry of War Criminals and Security Suspects (CROWCASS).

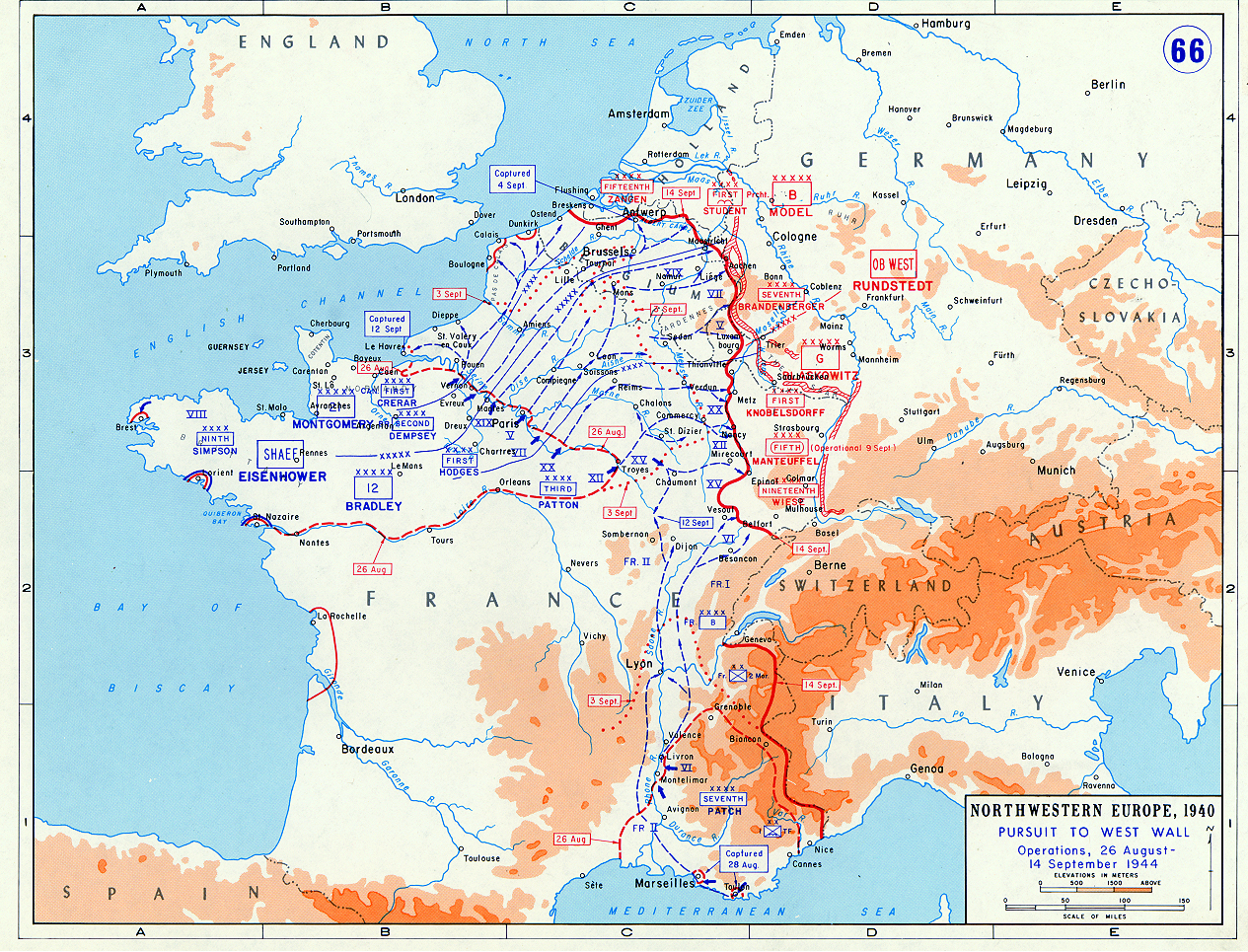
Mappa delle campagne di liberazione della Francia (1944)

Il registro conteneva 70 000 nominativi, e tra questi compariva un certo Barbier, accusato dai francesi di omicidio di civili e torture ai danni di personale militare.
All'inizio del 1946, il Counter Intelligence Corps, il servizio di controspionaggio dell'esercito statunitense CIC, predecessore dell'attuale Defense Intelligence Agency, ebbe notizia di un gruppo di ex ufficiali delle SS che avevano intenzione di proporsi al governo alleato per collaborare alla lotta contro il comunismo. L'organizzazione aveva base a Marburgo, in Assia, e grazie a un infiltrato gli statunitensi vennero a sapere che il capo era Klaus Barbie, sotto il falso nome di Becker. Soltanto agli inizi del 1947 gli statunitensi riconobbero in Barbie l'ex capo della Gestapo di Lione.
Nel rapporto l'agente suggeriva ai suoi superiori che Barbie "poteva essere una buona fonte di informazioni su persone non ancora catturate durante l'operazione Selection Board in più è molto probabile che Barbie sia utile per infiltrarsi nell'organizzazione spionistica sovietica attiva nell'area di occupazione statunitense in Germania". Il suggerimento non venne accettato dal comando, che ordinò l'immediata cattura di Barbie, il quale riuscì a sfuggire all'arresto rifugiandosi a Memmingen in Baviera.

#### L'arruolamento
A Memmingen fu casualmente scoperto dall'agente del CIC Robert Saxton Taylor (1918-2009), il quale comunicò l'arresto al suo superiore, il tenente colonnello Dale Garvey. Sorprendentemente i due ufficiali statunitensi decisero di non arrestare Barbie ma di arruolarlo. Il 18 aprile 1947 Taylor incontrò Barbie in quella stessa città tedesca. Così, mentre il resto del servizio segreto statunitense lo cercava, Barbie per un mese lavorò agli ordini di Taylor indagando le attività di gruppi sospettati di essere filosovietici o nostalgici nazisti. Soltanto nel maggio 1947 Taylor si decise a segnalare la situazione al suo comando, ma scrisse ai suoi superiori che "il suo valore come informatore è molto più alto di qualsiasi uso se ne possa fare in prigione". Il comando non rispose. Barbie non fu arrestato e Taylor continuò a servirsene. Chi si oppose fu l'agente Earl Staten Browning (1917-2013) che aveva scoperto notizie sul passato criminale di Barbie ma la sua denuncia non ebbe seguito.
A ottobre il tenente colonnello Garvey decise di risolvere la posizione ambigua di Barbie e chiese istruzioni su un eventuale arresto del criminale. In assenza di risposte immediate il 29 ottobre emanò un ordine di arresto. Il comando del CIC si raccomandò che l'ordine di arresto non fosse eseguito e Garvey venne addirittura sostituito. Il suo successore, il tenente colonnello Ellington Golden, suggerì che Barbie non fosse arrestato ma semplicemente convocato e interrogato o che almeno si utilizzasse un trattamento "di favore" nei suoi confronti.

#### Sotto il comando alleato

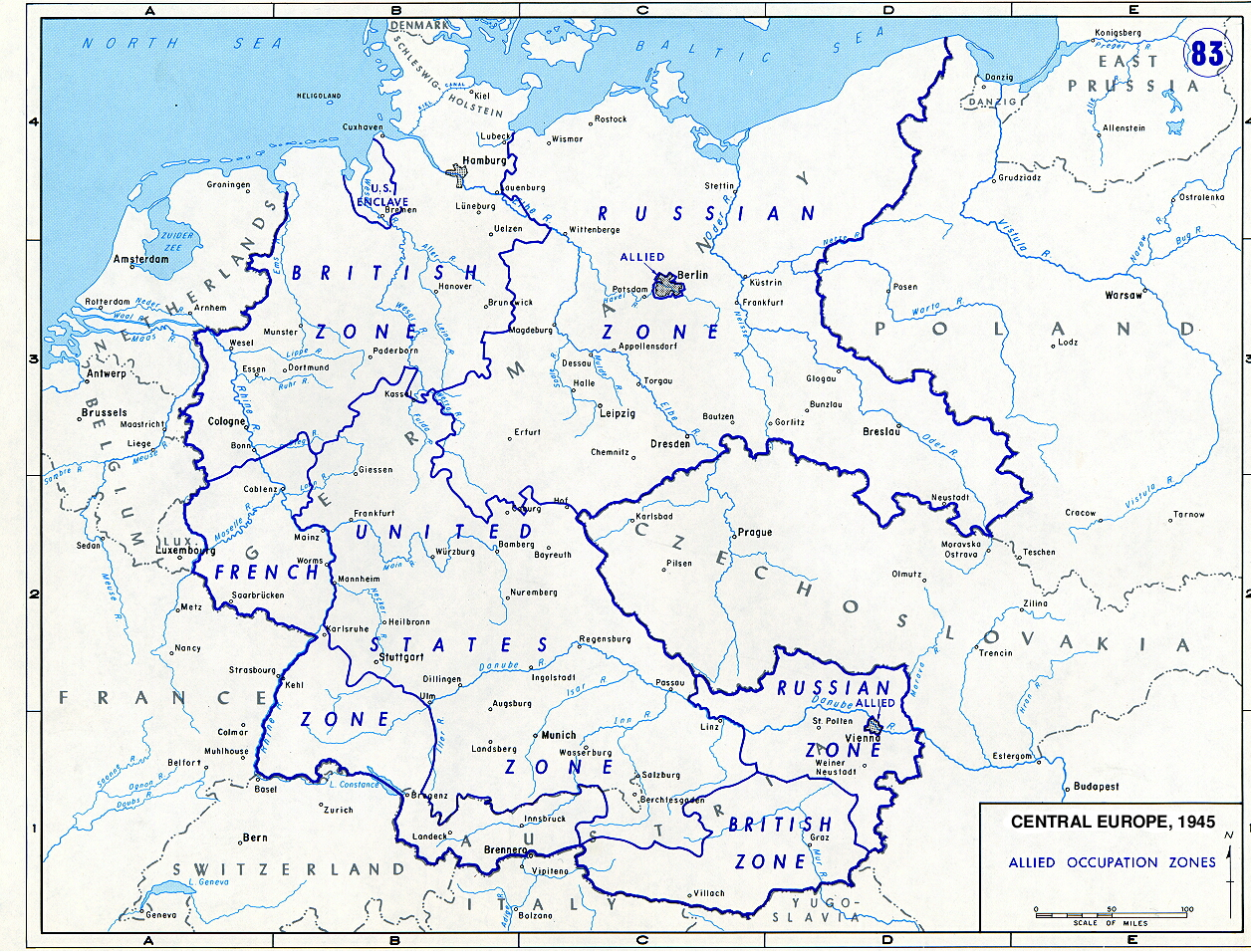
Mappa della Germania occupata (1945)

Alla fine della lunga serie di interrogatori gli uomini del CIC conclusero che Barbie "è pronto a ritornare a Memmingen per riprendere il suo lavoro", veniva giudicato affidabile e a questo proposito si sottolineava che "Benché Barbie sostenga di essere un anticomunista, è probabile che la principale ragione che lo spinge a compiere i suoi sforzi e il suo impegno nel lavoro per gli alleati occidentali sia dovuto al desiderio di ottenere la sua personale libertà. Barbie appartiene ad una categoria che può essere arrestata automaticamente ed il suo attuale impiego gli garantisce la libertà personale, di vivere con la sua famiglia, uno stipendio decente, un appartamento e la sicurezza".
Il 10 maggio 1948 Barbie fu autorizzato a riprendere la sua attività a Memmingen. Per quasi un anno lavorò con il compito principale di infiltrarsi tra i comunisti tedeschi. Nel 1949 il comando del CIC ordinò il definitivo smantellamento della struttura di Barbie, che venne trasferito con tutta la famiglia ad Augusta, nella Baviera meridionale controllata dalle forze statunitensi, per continuare a occuparsi del partito comunista tedesco.
Fin dal 1948 i servizi francesi iniziarono a reclamare Barbie, trovando strenue resistenze nei comandi americani. Il caso arrivò sui banchi dell'Assemblea Nazionale, le richieste diplomatiche si moltiplicarono, le lettere degli ex partigiani e combattenti tempestarono gli uffici diplomatici statunitensi in Francia. La posizione ufficiale del Dipartimento non mutò: Barbie era irreperibile e lo si stava ricercando attivamente. Mentre tutto ciò accadeva, Barbie continuava tranquillamente a lavorare ad Augusta, a tutti gli effetti operativo alle dipendenze del 66º distaccamento US Army's intelligence arm.

#### La fuga dall'Europa
Richiesta di ingresso in Bolivia - Esemplare nº1

Genova, 16 marzo 1951
| Nome            | : | KLAUS                                                                                |
| Cognome materno | : | HANSEN                                                                               |
| Cognome paterno | : | ALTMANN                                                                              |
| Padre           | : | Nikolaus Altmann - Nazionalità tedesca                                               |
| Madre           | : | Anna Hansen                                                                          |
| Nazionalità     | : | tedesca                                                                              |
| Nato a          | : | Kronstadt, Germania                                                                  |
| il              | : | 20 ottobre 1915                                                                      |
| Religione       | : | cattolica                                                                            |
| Occupazione     | : | meccanico                                                                            |
| Stato civile    | : | coniugato con Regina Wilhelms in Altmann (Nazionalità tedesca - Religione Cattolica) |

Entra con i seguenti:
- Regina Wilhelms in Altmann, mia moglie;
- Ute Maria Altmann, mia figlia di 9 anni;
- Jorge Altmann, mio figlio di 4 anni.

Nome e indirizzo di parenti o amici a me più prossimi nella mia nazione di nascita: padre Stefano Dragunovic, Roma, Italia
Le seguenti persone in Bolivia mi conoscono: Padre Roque Romao, Guardiano della Comunità Francescana di Sacaba.
Luogo di lavoro nel quale ho lavorato negli ultimi 5 anni: Peter Hail, Dortmund, Germania
Intendo lavorare nella mia professione - Ho 850 dollari - Intendo risiedere in Bolivia indefinitamente
Autorizzazione - da questo Consolato Generale in accordo con cablo n. 2 del Ministero delle relazioni [estere]
http://www.olokaustos.org/imgs/pics/nazi/persone/barbie/barbie-vistob.jpg

#### La Ratline
Il pericolo di essere individuato era incombente. Paradossalmente Barbie era ricercato dall'alto comando statunitense in Germania e dalla stessa polizia tedesca. Sarebbe bastato un banale incidente, un controllo o un tradimento per farlo cadere nelle mani "sbagliate".
Il Distaccamento 66 del CIC che aveva la responsabilità di Barbie e coordinava le operazioni di spionaggio decise che Barbie doveva uscire dalla Germania. La tecnica era abbastanza semplice: le persone da mettere in salvo venivano trasportate lungo la "via del topo", in codice Ratline, gestita da un prete croato, padre Krunoslav Draganović, che dall'Austria conduceva in Italia e di qui verso il Sud America.

#### Barbie alias Altmann
Il 12 febbraio nei documenti del CIC comparve per la prima volta il nome Klaus Altmann, che Barbie avrebbe adottato per la fuga. Il 14 febbraio il comando del CIC comunicò ad Augusta che, nei documenti d'espatrio in preparazione, Klaus Altmann doveva risultare un uomo d'affari residente ad Augusta e diretto a Trieste. Successivamente venne emesso un documento di viaggio temporaneo con il numero di serie 0121454; si trattava di un documento in uso all'epoca per persone di nazionalità incerta o apolidi, quindi di fatto un salvacondotto per l'Italia.

#### Verso il Sudamerica
A questo punto Barbie fu inserito nella "via del topo" e la sua gestione passò direttamente a padre Draganović, il quale lo accolse, e l'11 marzo Barbie continuò, con moglie e figli, il viaggio verso Genova, dove giunse il giorno seguente alloggiando all'Albergo Nazionale, nella centralissima via Lomellini, a pochi passi dagli approdi del porto genovese, da dove partivano i piroscafi per l'America.
Barbie si ritrovò tra le mani due documenti di vitale importanza: un permesso di espatrio per la Bolivia e un permesso di viaggio rilasciato dalla Croce Rossa Internazionale. Il permesso di espatrio per la Bolivia indica che Barbie è un meccanico, possiede 850 dollari e in Italia conosce padre Dragonović. Inoltre garantiva per lui anche un altro prelato, padre Roque Romao, residente in Bolivia e guardiano della comunità francescana di Sacaba. In realtà non si sa molto di questa persona, se non che fu di fatto il punto terminale della "via del topo". Non si esclude che fosse completamente all'oscuro che il suo nome garantisse l'entrata di un criminale nazista, né che fosse in realtà un nome di comodo.
Il 16 marzo 1951 Barbie s'imbarcò a Genova sul piroscafo Corrientes, alla volta di Buenos Aires, sotto la falsa identità di Klaus Altmann, portando con sé la moglie Margaretha Regina Maria Willis (1913-1982) e i suoi due figli: Ute Messner, nata nel 1941 e Klaus-Jörg, nato nel 1946 (morirà in un incidente stradale nel 1981). Una volta arrivato in Argentina sarebbe passato successivamente in Bolivia.

### In Bolivia

#### Intelligence e traffici illeciti
Nel 1955 Barbie si trasferì in Bolivia e nel 1957 acquisì la cittadinanza boliviana con le false generalità di "Klaus Altmann Hansen". La carriera di Barbie in Bolivia fu caratterizzata da una stretta collaborazione con i governi dittatoriali più sanguinari che quel paese abbia conosciuto.
Durante il governo militare di René Barrientos Ortuño, divenne presidente della società statale di navigazione boliviana Transmaritima. All'epoca quella società, ora scomparsa, contava una sola nave che sembra fosse dedita al commercio internazionale illegale di armi. Barbie fu anche nominato consigliere dei servizi segreti boliviani. Secondo alcune fonti potrebbe avere contribuito, come consigliere dei servizi segreti, alla cattura di Che Guevara a La Higuera nel 1967.
Maggiori certezze si hanno sulla sua responsabilità diretta nella cattura e nell'uccisione di Monika Ertl, la rivoluzionaria  di origine tedesca (il padre, Hans Ertl, era fuggito in Bolivia essendo un cineoperatore molto legato al regime nazista pur non essendo stato coinvolto direttamente in crimini) che Barbie conosceva bene, tanto da essere da lei chiamato "onkel Klaus": "lo zio Klaus". Allettato dall'ingente taglia posta dal governo sulla testa della Ertl, dopo che ella nel 1971 aveva "vendicato" il Che uccidendo ad Amburgo con tre colpi di pistola il console boliviano Roberto Quintanilla, ovvero colui che quattro anni prima, come capo dei servizi segreti boliviani aveva organizzato l'imboscata fatale a Guevara facendosi poi ritrarre con il suo cadavere, nel 1973 Barbie scovò il nascondiglio della Ertl e non le risparmiò feroci torture facendone sparire il cadavere che non venne mai ritrovato, nonostante le richieste del padre.

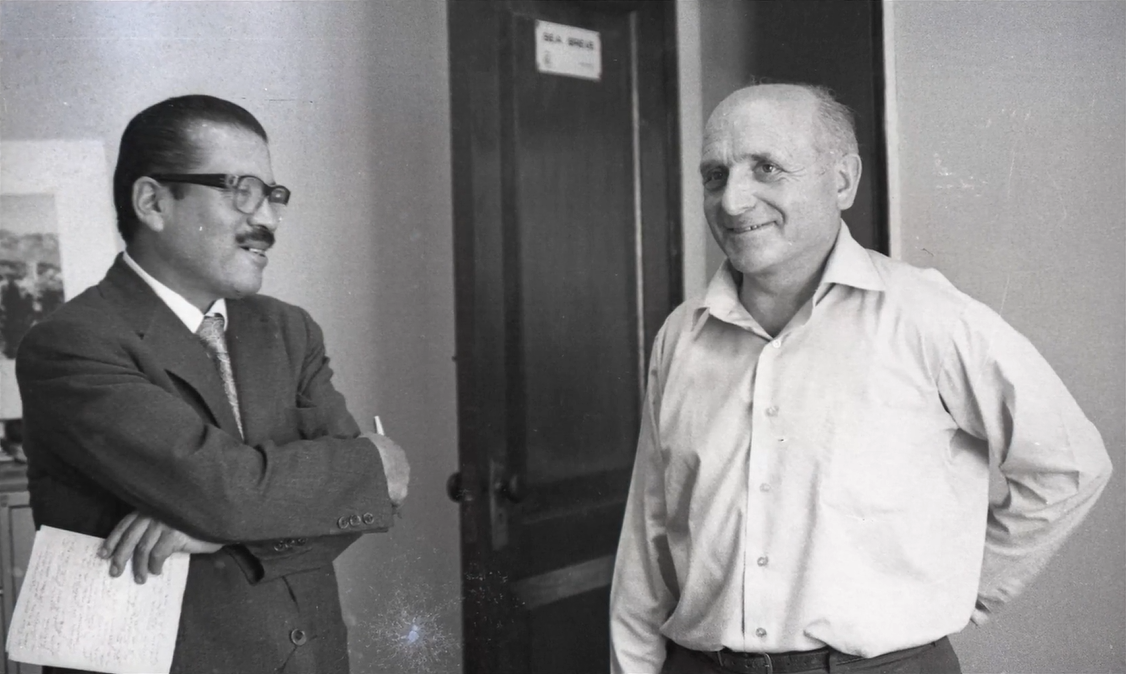
Il capo dei servizi segreti boliviani tenente colonnello Roberto Quintanilla Pereira (1928–1971), a sinistra, poi divenuto console ad Amburgo dove fu ucciso da Monika Ertl, qui fotografato con Klaus "Altmann" Barbie. Pereira partecipò alla cattura e all'esecuzione di Che Guevara nel 1967

### La cattura
Nel 1971 il procuratore generale di Monaco di Baviera dichiarò chiuso il dossier Barbie, "per mancanza di prove". Dopo pochi mesi i cacciatori di nazisti Serge e Beate Klarsfeld rintracciarono Barbie, ma il governo boliviano dell'epoca negò l'estradizione. Raggiunto nel suo rifugio boliviano da numerosi giornalisti, Barbie continuò tenacemente a negare di essere il boia di Lione. Solo nel 1972 si decise a gettare la maschera e in un'intervista al giornale Estado do Brasil ammise la sua vera identità.

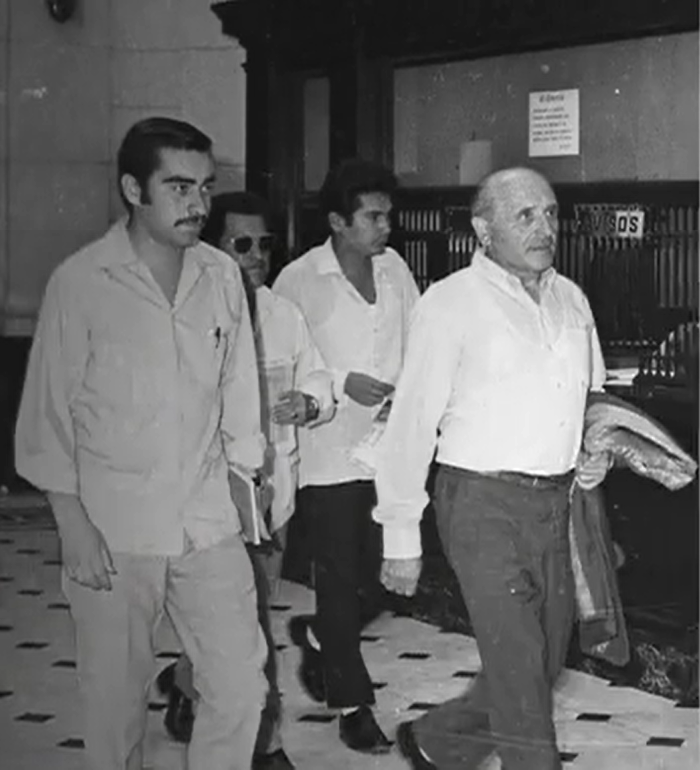
Klaus Altmann fotografato nella redazione del giornale peruviano El Comercio, dopo l'intervista nella quale ha negato di essere il "Klaus Barbie", prima della sua fuga in Bolivia del 27 gennaio 1972. In Perù visse dal 1968 al 1972

Importante, e secondo alcuni decisivo, il suo contributo al colpo di Stato attuato in Bolivia dal generale Luis García Meza Tejada nel 1980, conosciuto come il "golpe della cocaina", cui Barbie partecipò in prima persona con il gruppo paramilitare che dirigeva, composto da neofascisti e neonazisti di vari paesi (tra cui Stefano Delle Chiaie e Pierluigi Pagliai), conosciuto come "Los novios de la muerte", i "fidanzati della morte", che si occupò di eliminare e torturare gli oppositori politici e i piccoli narcotrafficanti concorrenti per controllare meglio il mercato.
Nel 1981, dopo appena un anno, una rivolta militare in Bolivia rovesciò il governo García e, nei successivi 14 mesi, si alternarono altri tre governi militari. Questi, non riuscendo a trovare una soluzione ai gravi problemi economici e sociali del Paese, decisero di riconvocare il Congresso eletto nel 1980. Nell'ottobre 1982 finì definitivamente il periodo dittatoriale e Hernán Siles Zuazo diventò Presidente a seguito di libere elezioni democratiche. Nel 1983 Barbie venne arrestato per truffa ed estradato in Francia. Poco prima del suo arresto, Barbie ebbe a dichiarare a La Paz di sentirsi "ormai nell'anticamera della morte", poiché egli aveva perduto tutto: suo figlio, Klaus-Jörg (1946-1981) era morto in un incidente d'auto e sua moglie (sposata il 25 aprile 1940) Regine Margaretha Maria Willis (1913-1982) era stata uccisa da un tumore, poi sepolta a La Paz, per tale motivo non gli importava "più nulla di morire". In carcere aveva ricevuto la visita di sua figlia Ute Messner, residente nella località sciistica austriaca di Kufstein. La figlia è sposata con un insegnante, Heini e lavora presso una libreria. L'ultima volta che aveva visto suo padre fu al cimitero tedesco di La Paz per visitare i resti della madre: la data era il 6 dicembre 1982. Ute Messner lasciò la Bolivia nel 1969, per stabilirsi prima in Germania e poi in Austria. Dopo il 1982 rivide il padre, questa volta come detenuto (il giorno 5 marzo 1983) per circa un'ora e mezza dietro un vetro di sicurezza nel carcere di Lione.

Due anni dopo, il boia di Lione così si espresse in un'intervista: 
Su Klaus Barbie furono archiviate 85 pagine da parte dell'FBI dal 1972 al 1987. Gli archivi contengono circa 43 memorie. Anche la CIA e il Dipartimento di Giustizia statunitense erano in possesso di dossier su Barbie. I rapporti rivelavano tra le altre cose che nel 1972 sia l'FBI che il Dipartimento di Giustizia sapevano che Klaus Altmann era realmente Klaus Barbie.
Curiosamente Siles Zuazo era Presidente della Bolivia sia nel 1957, quando Barbie acquisì la cittadinanza boliviana, sia nel 1983, al momento della cattura e dell'estradizione.

### Il processo e la morte
- Presidente: André Cerdini
- Giudici a latere: Gérard Becquet, André Picherit

- Procuratore generale: Pierre Truche
- Sostituto procuratore: Jean-Olivier Viout

- J. Vergès (capo collegio difesa)
- J.-M. Mbemba
- N. Bouaita

- 40 avvocati, di cui uno tedesco, tra cui: A. Jakubowicz, S. Klarsfeld, A. Levy, Ch. Libmann, J. Nordmann, R. Rappaport, M. Zaoui, R. Zelmati.
- Più di cento persone, vittime e testimoni, accorse alla sbarra per deporre le proprie testimonianze

Il processo nei suoi confronti si celebrò dall'11 maggio al 4 luglio 1987 e la corte chiese conto a Barbie, oltre all'imputazione generica di crimini contro l'umanità, dei seguenti crimini:
- il massacro di 22 ostaggi nello scantinato dell'edificio della Gestapo durante l'estate del 1943;
- l'arresto e la tortura di 19 persone durante l'estate del 1943;
- il rastrellamento di 86 persone dagli uffici dell'U.G.I.F. (acronimo per Union Générale des Israélites de France") il 9 febbraio 1943;
- la fucilazione di 42 persone (di cui 40 erano ebree) come uccisioni di rappresaglia durante gli anni 1943 e 1944;
- la cattura, la tortura e la deportazione degli operai ferroviari della francese SNCF il 9 agosto 1944;
- la deportazione ad Auschwitz di 650 persone (50% ebrei, 50% partigiani);
- la fucilazione di 70 prigionieri del carcere lionese di Montluc-à-Bron[27][28], fra questi c'erano 72 ebrei. L'esecuzione presso l'aeroporto di Bron nel periodo 17-18-19 giugno e anche in seguito il 20 agosto 1944 Fra le vittime anche due sacerdoti cattolici, il 17 agosto 1944 e il 20 agosto 1944;
- l'arresto e la deportazione di 55 ebrei (dei quali 52 bambini) da Izieu.

Barbie gestì in modo teatrale il processo sin dal primo giorno: affermò di chiamarsi "Klaus Altmann" (il suo pseudonimo usato in Bolivia) e formulò la richiesta di essere escluso dal processo e di ritornare nella prigione di Saint Joseph, asserendo che l'estradizione fosse tecnicamente illegale; ciò gli fu accordato, ma venne richiamato il 26 maggio per affrontare alcuni dei suoi accusatori, davanti ai quali affermò che non aveva "nulla da dire".
Molte delle accuse contro Barbie decaddero, grazie alla legislazione protettiva verso persone accusate di crimini inerenti a Vichy o all'Algeria francese. L'avvocato della difesa, Jacques Vergès, ex militante comunista anticolonialista e già difensore di una serie di famigerati imputati, asserì polemicamente che le azioni di Barbie non erano state peggiori di quelle commesse dai colonialisti di tutto il mondo, e che il processo al suo cliente era un caso di persecuzione selettiva. Durante il processo Barbie arrivò a dire: "Quando sarò dinnanzi al trono di Dio verrò giudicato innocente".
Nel pomeriggio del 4 luglio 1987 la Corte del Tribunale di Lione condannò Klaus Barbie all'ergastolo per i comprovati crimini contro l'umanità. Morì quattro anni dopo, nel carcere di Lione, il 25 settembre 1991, per leucemia.

## L'alleanza fra Barbie e il "Re della cocaina"
È emerso che il nazista Barbie (alias Klaus Altmann) attorno agli anni '70 si alleò, divenendone il capo della sua sicurezza, con il narcotrafficante e criminale Roberto Suarez Gómez (1932-2000), noto all'epoca come il "Re della cocaina". Questo è emerso da una dettagliata inchiesta della rivista tedesca Der Spiegel che ha intervistato il figlio del narcotrafficante, Gary Suarez Gómez, aggiungendo che per il padre il nazista Barbie-Altmann era considerato "persona importante per via della sua esperienza sulla sicurezza, sulla strategia militare e per il lavoro svolto nei servizi segreti". Anche Gerardo Caballero, che ha sposato la sorella di Gary Suarez Gómez, ha ammesso durante l'intervista al settimanale tedesco che "Barbie ci ha aiutato molto, anche per lavorare con il colombiano Pablo Escobar", il miliardario capo supremo del Cartello di Medellín. Barbie già agiva nei servizi segreti boliviani mentre faceva affari con i narcotrafficanti. Con un terrificante passato criminale nazista tanto da essere soprannominato "macellaio" era attivo nel ruolo di capo della sicurezza per i boss della droga. Un rapporto della CIA (maggio 1974) rivelava i sospetti del suo coinvolgimento nel mondo della droga boliviana. Anche se in seguito ci fu una serie di errori da parte di Washington, tanto da doversi scusare con la Francia per aver aiutato Barbie a sfuggire alla giustizia. La rivista tedesca che ha indagato ora ha le prove del coinvolgimento di Klaus Barbie con i narcotrafficanti.
Nel maggio 2025 sono state rese pubbliche dall'università di Stanford le registrazioni (complessivamente della durata di 14 ore) riguardanti il boia Barbie-"Altmann" con la sua voce, interrogato, nelle quali presenta una versione furbamente (e disperatamente) personalistica, auto-assolutoria riguardo anche la tragica morte dell'eroe della resistenza francese Jean Moulin e di tutte le vicende collegate.

## Le ultime scoperte sulle attività criminali di Barbie
Fu scoperta anche la collaborazione di Barbie con la ditta austriaca Steyr-Daimler-Puch (fornitrice anche per il gruppo FIAT), in Bolivia furono trovate lettere con buste in cui emerse che era in contatto con l'ingegnere austriaco Richard Brodnik riguardante la fornitura di mezzi militari per l'esercito boliviano, all'epoca della dittatura di Hernán Siles Zuazo, quindi un'altra fonte di reddito per Barbie, che venne remunerato per la mediazione. Questa collaborazione venne sempre negata e fu soltanto nel 1985 che la rubrica d'inchiesta della televisione ARD Panorama riuscì a scovare tutte le ricevute di pagamento dalla Steyr Daimler Puch sui conti bancari di Barbie.  Due anni dopo, nel 1987, un'inchiesta parlamentare austriaca confermo' che erano stati effettuati pagamenti a Klaus Altmann, il falso nome di Barbie.
I carri armati Steyr Daimler Puch furono utilizzati dalla dittatura boliviana non solo come deterrenza ma anche contro la popolazione nella rivolta del 1980 causando vittime. Successivamente, fra le varie inchieste d'intelligence e giornalistiche, emerse che nel periodo post bellico dopo il 1945 il boia di Lione non fu l'unico criminale nazista a fare buoni affari in Sud America e Medio Oriente. Altri suoi "commilitoni" si erano incamminati su questa pista: Friedrich Schwend (1906-1980), ex membro delle SS, in Perù fece circolare banconote false. In Paraguay, l'aviatore nazista Hans-Ulrich Rudel lavorò come rappresentante della Siemens, Walter Rauff, l'inventore delle camere a gas mobili, fu consulente del dittatore cileno Pinochet riguardo a tutte le questioni relative alla tortura e organizzazione dell'apparato repressivo della popolazione.
Il caso Barbie ed il coinvolgimento della Steyr-Puch fu una fonte di imbarazzo per il governo austriaco retto dal partito di sinistra SPÖ, dato che la ditta in questione è di proprietà statale.
Le mediazioni affaristiche, i contatti con i servizi segreti occidentali, l'addestramento e la consulenza sui sistemi di tortura e repressione, la collaborazione con le potenti mafie sudamericane nel settore del narcotraffico permisero a Barbie una vita relativamente agiata in Sud America.
L'emittente Sky, dopo avere già fatto la serie Nazi-hunters (cacciatori di nazisti, fra i quali una dedicata al "macellaio" Herberts Cukurs) sta attualmente lavorando a un documentario in più parti sul coinvolgimento di Barbie nella mafia della cocaina in Sud America.

## Filmografia
- Il coraggio di non dimenticare (Nazi Hunter: the Beate Klarsfled Story), regia di Michael Lindsay-Hogg - film TV (1986)
- Hôtel Terminus (Hôtel Terminus: The Life and Times of Klaus Barbie), regia di Marcel Ophüls - documentario (1988)[37]
- Rat Race, regia di Jerry Zucker (2001)[38]
- Il nemico del mio nemico - Cia, nazisti e guerra fredda (My Enemy's Enemy), regia di Kevin Macdonald - documentario (2007)
- La traque, regia di Laurent Jaoui - film TV (2007)
- Resistance - La voce del silenzio (Resistance), regia di Jonathan Jakubowicz (2020)